# All-Ireland Senior Hurling Championship 1926
L'All-Ireland Senior Football Championship 1926 fu l'edizione numero 40 del principale torneo di hurling irlandese. Cork batté in finale Kilkenny, ottenendo il nono titolo della sua storia.

## Formato
Si tennero solo i campionati provinciali di Leinster e Munster, i cui vincitori avrebbero avuto accesso diretto all'All-Ireland, dove avrebbe avuto accesso anche Galway, ammessa di diritto.

## Torneo
Leinster Senior Hurling Championship
| Portlaoise 2 maggio 1926 Semifinale | Laois | 2-3 – 3-3 | Offaly | O'Moore Park |

| Dublino 11 luglio 1926 Finale | Kilkenny | 3-8 – 1-4 | Offaly | Croke Park |

Munster Senior Hurling Championship
| Tralee 18 aprile 1926 Quarto di finale | Kerry | 4-6 – 2-4 | Clare | Tralee Sports Field |

| Dungarvan 30 maggio 1926 Quarto di finale | Waterford | 5-2 – 12-3 | Cork | Fraher Field |

| Cork 15 agosto 1926 Semifinale | Cork | 7-7 – 1-4 | Kerry | Cork Athletic Grounds |

| Dungarvan 22 agosto 1926 Semifinale | Tipperary | 6-5 – 4-6 | Limerick | Fraher Field |

| Cork 12 settembre 1926 Finale | Cork | 0-0 – 1-2 | Tipperary | Cork Athletic Grounds |

| Thurles 19 settembre 1926 Finale replay | Tipperary | 4-1 – 3-4 | Cork | Thurles Sportsfield |

| Thurles 3 ottobre 1926 Finale, secondo replay | Tipperary | 2-4 – 3-6 | Cork | Thurles Sportsfield |

All-Ireland Senior Hurling Championship
| Dublino 29 agosto 1926 Semifinale | Kilkenny | 6-2 – 5-1 | Galway | Croke Park |

| Dublino 24 ottobre 1926 Finale | Cork                   | 4-6 – 2-0 | Kilkenny | Croke Park (26 829 spett.)\| Arbitro: \| P. McCullagh (Wexford) \| |
| Arbitro:                       | P. McCullagh (Wexford) |           |          |                                                                    |

- Per la prima volta la finale del Munster fu deciso al secondo replay.
- La semifinale tra Kilkenny e Galway fu la prima partita All-Ireland trasmessa in diretta via radio. Il commentatore fu P.D. Mehigan. Per la prima volta una partita di qualsiasi sport era commentata in diretta dal campo di gioco.[2]